# Teri Thornton
Pour les articles homonymes, voir Thornton.
Teri Thornton (1er septembre 1934 – 2 mai 2000) est une chanteuse américaine de jazz.

## Biographie
Teri Thornton née en 1934 à Détroit d’une mère chanteuse qui dirigeait une chorale gospel. Adolescente elle apprend le chant et le piano. Elle se marie jeune, a deux enfants et divorce avant même d’avoir vingt ans. Elle chante ensuite dans différentes villes avant de rencontrer Cannonball Adderley à Chicago qui dira d’elle « qu’elle est la plus grande voix du jazz depuis Ella Fitzgerald ». Mais le succès vient surtout au début des années soixante avec la sortie de son album Devil May Care en 1961 ou la chanson Somewhere In The Night du générique de la série télévisée Naked City, Ella Fitzgerald elle-même la cite comme sa chanteuse préférée dans une interview avec Down Beat.
Mais ce bref succès sera suivi par une longue traversée du désert pour la chanteuse qui doit faire face à ses addictions à la drogue et à l’alcool. Thornton déménage à Los Angeles est arrête de chanter à la fin des années soixante avant de réapparaître une décennie plus tard, en 1979, jouant de piano et chantant dans des petits bars de la région. En 1983, elle s’installe à New York et y fait le tour des clubs. En septembre 1998 elle participe à la Thelonious Monk International Jazz Vocals Competition, qu’elle remporte, ce qui lui permet de signer avec le label Verve et aboutira à son premier album après 35 ans intitulé I’ll Be Easy To Find qui sera aussi son dernier. En effet, lors d’une performance au festival de Jazz de Berne en 1998 elle s’évanouit et un cancer de la vessie est découvert. Elle continue cependant à se produire en public, réalisant même une semaine de concerts au Village Vanguard en janvier 2000, quelques mois avant sa mort des suites de son cancer,,,.

## Discographie
- Devil May Care (1961)
- Open Highway (1963)
- Somewhere In The Night (1963)
- I’ll Be Easy To Find (1999)